# 腆支王
腆支王（？—420年）百濟第18代國王。405年至420年在位。他是阿莘王長子。《梁書》作餘映，《日本書紀》作直支王，《三國遺事》作眞攴王。
394年2月立為阿莘王太子。397年作為人質前往倭國。405年9月阿莘王死，由次子訓解監國，欲遣使往倭國迎回腆支王。但不久訓解為腆支王的末弟碟禮殺害，碟禮自立為王。腆支王在倭國軍隊護衛下回到百濟，誅殺碟禮即位。
407年以庶弟餘信、外戚解須、解丘三人為佐平（1等官），並執朝政。次年設置上佐平一職，並由餘信出任此職。416年受東晉王朝「使持節、都督、百濟諸軍事、鎮東將軍、百濟王」的封號。417年7月在百濟東北邊境修建沙口城，調整與高句麗對抗的態勢。

## 家庭
- 父親 : 阿莘王
- 妻 : 八須夫人
  - 子 : 久爾辛王

| 前任： 阿莘王 | 百濟國王 405年－420年 | 繼任： 久爾辛王 |